# Agorà di Atene
L'Agorà di Atene è l'esempio più noto di un agorà greca e fu nell'antichità la piazza principale della città di Atene. Si trova a nord-ovest dell'Acropoli ed è delimitata a sud dal colle dell'Areopago e a ovest dalla collina di Colonos Agoraios.

## Storia

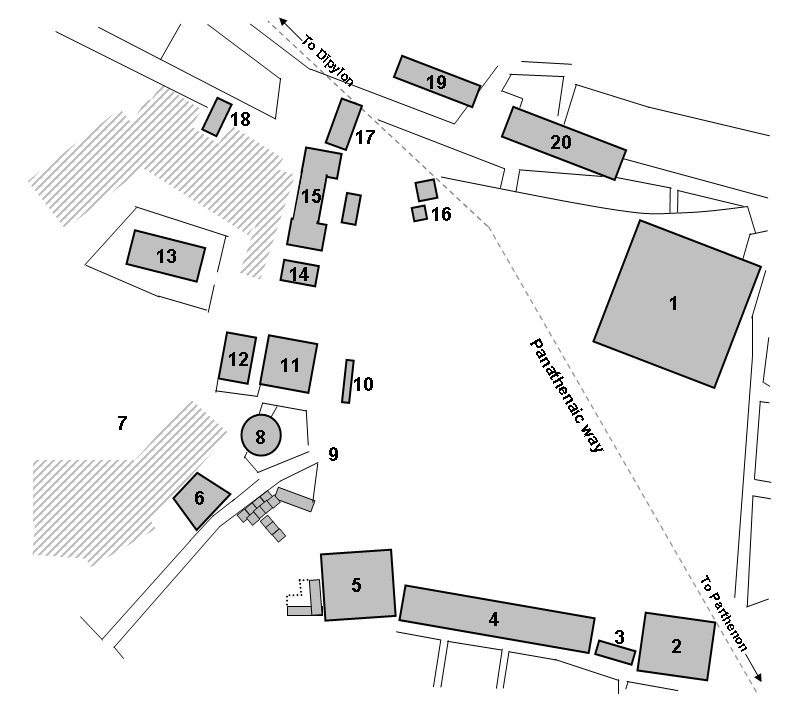
Planimetria degli edifici dell'agorà nel V secolo a.C.

Nell'agorà erano presenti abitazioni private, fino a quando fu riorganizzata nel VI secolo a.C. da Pisistrato, che ne fece il centro del governo ateniese. A lui si devono anche la realizzazione di un sistema di drenaggio, fontane e un tempio per gli dei dell'Olimpo. Cimone in seguito ampliò l'agorà con la costruzione di nuovi edifici. Nel V secolo a.C. vi furono costruiti templi di Efesto, Zeus e Apollo.
A partire dal periodo della democrazia radicale (dopo il 509 a.C.) si riunivano nell'agorà la Bulé, i Pritani e gli arconti.
L'agorà di Atene divenne di nuovo una zona residenziale in epoca romana e bizantina.

## Edifici
Templi e strutture dell'agorà classica:
1. Peristilio
2. Argyrokopeion
3. Enneakrounos
4. Stoà meridionale
5. Eliea
6. Strategeion
7. Colonos Agoraios
8. Tholos
9. Pietra dell'Agorà
10. Monumento degli eroi eponimi
11. Metroon (antico bouleuterion)
12. Nuovo Bouleuterion
13. Tempio di Efesto (Hephaestion)
14. Tempio di Apollo Patroos
15. Stoà di Zeus
16. Altare dei Dodici Dei
17. Stoà reale
18. Tempio di Afrodite Urania
19. Stoà di Hermes
20. Stoà Pecile

## Scavi
I primi scavi del sito dell'agorà furono eseguiti dalla Società Archeologica Greca nel periodo 1859-1912, portando alla scoperta del Portico dei Giganti e della parte ovest dell'area, dove erano stati eseguiti scavi dall'Istituto Archeologico Germanico negli anni 1896-1897.
Il sito dell'agorà ateniese fu in seguito oggetto di scavi sistematici da parte della Scuola Americana di Studi Classici di Atene dal 1931 al 1940 e dal 1946 al 1960.
Dopo la fase iniziale di scavo, nel 1950, la Stoà di Attalo ellenistica è stata ricostruita sul lato est dell'agorà e oggi funge da museo.